# Give Out, Sisters
Pour plus de détails, voir Fiche technique et Distribution.
Give Out, Sisters est un film américain réalisé par Edward F. Cline, sorti en 1942.

## Synopsis
Un groupe de chanteur tente d'agrandir leur spectacle...

## Fiche technique
- Titre : Give Out, Sisters
- Réalisation : Edward F. Cline
- Scénario : Paul Gerard Smith et Warren Wilson
- Photographie : George Robinson
- Montage : Paul Landres
- Société de production : Universal Pictures
- Pays d'origine : États-Unis
- Format : Noir et blanc - 1,37:1
- Genre : Comédie et film musical
- Date de sortie : 1942

## Distribution
- The Andrews Sisters : Elles-mêmes
- Grace McDonald (en) : Gracie Waverly
- Dan Dailey : Bob Edwards
- Charles Butterworth : Prof. Woof
- Walter Catlett : Gribble
- William Frawley : Harrison
- Donald O'Connor : Don
- Peggy Ryan : Peggy
- Edith Barrett : Agatha Waverly
- Marie Blake : Biandina Waverly
- Fay Helm : Susan Waverly
- Emmett Vogan : Batterman
- Leonard Carey : Jamison
- Richard Davies (en) : Kendall
- Irving Bacon : Dr Howard
- The Jivin' Jacks and Jills (en) : Eux-mêmes
- Leon Belasco : Serveur
- Robert Emmett Keane : Avocat Peabody
- Jason Robards Sr. : la personne ivre
- Alphonse Martell : maître d'hôtel
- Fred Toones